# Richard Cassels
Richard Cassels (Hesse-Cassel, o Kassel; 1690 - ? 1751) fue un arquitecto alemán que, tras trasladarse a Irlanda, pasaría a llamarse Richard Castle.
Junto con Edward Lovett Pearce, se le considera como uno de los arquitectos más grandes que trabajaron en Irlanda en el siglo XVIII.
Aunque alemán, era de origen francés; descendía de los 'Du Ry', familia famosa por los muchos arquitectos que hubo en su seno. Un primo suyo, Simon du Ry, diseñó Schloss Wilhelmshöhe en Cassel.

## Obra
- Russborough House.
- Powerscourt House.

- Datos: Q66855
- Multimedia: Richard Cassels / Q66855